# Jaka Klobučar
Jaka Klobučar (Novo Mesto, 19 agosto 1987) è un cestista sloveno.
Alto 198 cm, gioca come guardia tiratrice.

## Carriera
Ha iniziato a giocare nel Krka di Novo Mesto e dal 2005 al 2008 è stato tesserato per il Geoplin Slovan Lubiana. Ha fatto tutta la trafila nelle nazionali giovanili della Slovenia e nel 2007 è stato convocato per gli Europei in Spagna. Nell'ottobre 2011 passa all'ASSI Basket Ostuni, Legadue italiana, come rinforzo per coach Marcelletti dopo gli infortuni di Aaron Johnson e JJ Williams.
Con la Slovenia ha disputato due edizioni dei Campionati mondiali (2010, 2014) e tre dei Campionati europei (2007, 2009, 2015).

## Palmarès
- Campionato serbo: 1

Partizan Belgrado: 2010-11
- Campionato sloveno: 2

Krka Novo mesto: 2012-13, 2013-14
- Coppa di Slovenia: 3

Union Olimpija: 2009, 2010
Cedevita Olimpija: 2024
- Coppa di Serbia: 1

Partizan Belgrado: 2011
- Supercoppa slovena: 1

Cedevita Olimpija: 2023